# Carlos Omar Delgado
Carlos Omar Delgado (7 februari 1950) is een voormalig profvoetballer uit Ecuador, die speelde als doelman gedurende zijn carrière.

## Clubcarrière
Delgado kwam onder meer uit voor Club Sport Emelec en Club Deportivo El Nacional in zijn vaderland Ecuador. Met die laatste club werd hij zesmaal landskampioen.

## Interlandcarrière
Delgado, bijgenaamd Kiko en Bacán, speelde in totaal 26 interlands voor Ecuador in de periode 1972-1983. Onder leiding van bondscoach Jorge Lazo maakte hij zijn debuut op 11 juni 1972 in de vriendschappelijke wedstrijd tegen Portugal (0-3), net als Víctor Hugo Pelaez, Italo Estupiñan, Cristóbal Mantilla en Jefferson Camacho. Hij nam met zijn vaderland deel aan de strijd om de Copa América 1979.
| Interlands van Carlos Omar Delgado voor Ecuador | Interlands van Carlos Omar Delgado voor Ecuador | Interlands van Carlos Omar Delgado voor Ecuador | Interlands van Carlos Omar Delgado voor Ecuador | Interlands van Carlos Omar Delgado voor Ecuador | Interlands van Carlos Omar Delgado voor Ecuador |
| №                                               | Datum                                           | Wedstrijd                                       | Uitslag                                         | Competitie                                      | Goals                                           |
| Als speler van Club Sport Emelec                | Als speler van Club Sport Emelec                | Als speler van Club Sport Emelec                | Als speler van Club Sport Emelec                | Als speler van Club Sport Emelec                | Als speler van Club Sport Emelec                |
| ----------------------------------------------- | ----------------------------------------------- | ----------------------------------------------- | ----------------------------------------------- | ----------------------------------------------- | ----------------------------------------------- |
| 1                                               | 11 juni 1972                                    | Portugal – Ecuador                              | 3 – 0                                           | Vriendschappelijk                               | 0                                               |
| 2                                               | 14 juni 1972                                    | Chili – Ecuador                                 | 2 – 1                                           | Vriendschappelijk                               | 0                                               |
| Als speler van Club Deportivo El Nacional       |                                                 |                                                 |                                                 |                                                 |                                                 |
| 3                                               | 22 juni 1975                                    | Ecuador – Peru                                  | 6 – 0                                           | Vriendschappelijk                               | 0                                               |
| 4                                               | 25 juni 1975                                    | Ecuador – Peru                                  | 1 – 0                                           | Vriendschappelijk                               | 0                                               |
| 5                                               | 1 juli 1975                                     | Peru – Ecuador                                  | 2 – 0                                           | Vriendschappelijk                               | 0                                               |
| 6                                               | 10 juli 1975                                    | Bolivia – Ecuador                               | 1 – 0                                           | Vriendschappelijk                               | 0                                               |
| 7                                               | 24 juli 1975                                    | Ecuador – Paraguay                              | 2 – 2                                           | Copa América                                    | 0                                               |
| 8                                               | 27 juli 1975                                    | Ecuador – Colombia                              | 1 – 3                                           | Copa América                                    | 0                                               |
| 9                                               | 7 augustus 1975                                 | Colombia – Ecuador                              | 2 – 0                                           | Copa América                                    | 0                                               |
| 10                                              | 4 januari 1977                                  | Uruguay – Ecuador                               | 1 – 1                                           | Vriendschappelijk                               | 0                                               |
| 11                                              | 9 januari 1977                                  | Paraguay – Ecuador                              | 2 – 0                                           | Vriendschappelijk                               | 0                                               |
| 12                                              | 16 januari 1977                                 | Colombia – Ecuador                              | 0 – 1                                           | Vriendschappelijk                               | 0                                               |
| 13                                              | 20 januari 1977                                 | Venezuela – Ecuador                             | 1 – 0                                           | Vriendschappelijk                               | 0                                               |
| 14                                              | 26 januari 1977                                 | Ecuador – Colombia                              | 4 – 1                                           | Vriendschappelijk                               | 0                                               |
| 15                                              | 13 februari 1977                                | Ecuador – Paraguay                              | 2 – 1                                           | Vriendschappelijk                               | 0                                               |
| 16                                              | 20 februari 1977                                | Ecuador – Peru                                  | 1 – 1                                           | WK-kwalificatie                                 | 0                                               |
| 17                                              | 27 februari 1977                                | Ecuador – Chili                                 | 0 – 1                                           | WK-kwalificatie                                 | 0                                               |
| 18                                              | 17 mei 1981                                     | Ecuador – Paraguay                              | 1 – 0                                           | WK-kwalificatie                                 | 0                                               |
| 19                                              | 24 mei 1981                                     | Ecuador – Chili                                 | 0 – 0                                           | WK-kwalificatie                                 | 0                                               |
| 20                                              | 31 mei 1981                                     | Paraguay – Ecuador                              | 3 – 1                                           | WK-kwalificatie                                 | 0                                               |
| 21                                              | 14 juni 1981                                    | Chili – Ecuador                                 | 2 – 0                                           | WK-kwalificatie                                 | 0                                               |
| 22                                              | 26 juli 1983                                    | Ecuador – Colombia                              | 0 – 0                                           | Vriendschappelijk                               | 0                                               |
| 23                                              | 29 juli 1983                                    | Colombia – Ecuador                              | 0 – 0                                           | Vriendschappelijk                               | 0                                               |
| 24                                              | 10 augustus 1983                                | Ecuador – Argentinië                            | 2 – 2                                           | Copa América                                    | 0                                               |
| 25                                              | 17 augustus 1983                                | Ecuador – Brazilië                              | 0 – 1                                           | Copa América                                    | 0                                               |
| 26                                              | 1 september 1983                                | Brazilië – Ecuador                              | 5 – 0                                           | Copa América                                    | 0                                               |

## Erelijst
Club Deportivo El Nacional
- Campeonato Ecuatoriano

1973, 1976, 1977, 1978, 1982, 1983